# Albert Schultz-Lupitz

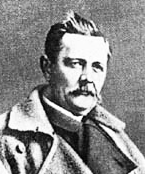
Albert Schultz-Lupitz

Albert Schultz-Lupitz (* 26. März 1831 in Rehna, Mecklenburg; † 5. Januar 1899 in Lupitz) wurde weithin bekannt durch seine Arbeiten auf dem Gebiet der Nährstoffversorgung von Pflanzen, die er auf seinem 1855 gekauften Gut Lupitz durchführte und das er zu einer der bedeutendsten Musterwirtschaften in Deutschland entwickelte.

## Leben
Albert Schultz wurde als Sohn eines Apothekers geboren. Seine erste Schulbildung erlangte er durch Privatunterricht im elterlichen Haus. Später besuchte er das Friedrich-Franz-Gymnasium (Parchim). Ab 1847 arbeitete er in verschiedenen mecklenburgischen Gütern in Lockwisch, Meetzen und Othenstorf.
Ab 1851 begann seine Studienzeit. Zuerst ging er für zwei Semester auf die Akademie Hohenheim und dann an die Universität Jena. Albert Schultz war ein begabter Student, der sich schon damals mit der Lehre Liebigs befasste. Er verließ die Universität Jena, um sich als Landwirt selbständig zu machen. Zunächst ging er auf das Gut Meetzen zurück. Bereits 1855 kaufte er das 240 ha große Gut Lupitz, heute ein Wohnplatz im Ortsteil Kusey der Stadt Klötze in der Altmark. Später kaufte er 55 ha dazu.

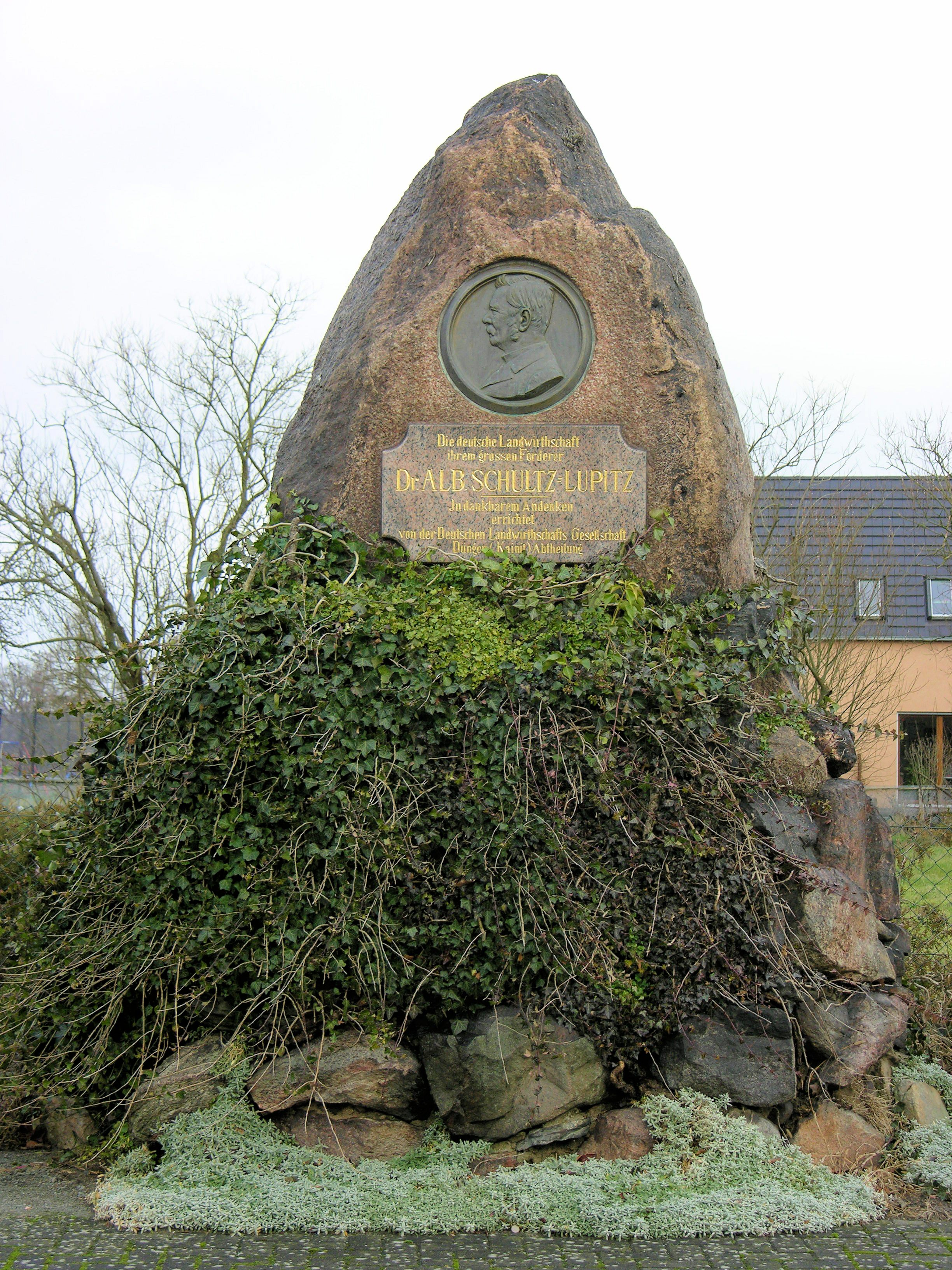
Denkmal für Dr. Albert Schultz-Lupitz in Kusey (Januar 2012)

Hier fand er denkbar ungünstige Verhältnisse vor. Schlechter Boden, eine ungünstige Verkehrslage und Felder, Inventar, das Wohnhaus und alle Wirtschaftsgebäude, die durch langjährige, schlechte Bewirtschaftung in schlechtem Zustand waren. Es war bei den Einwohnern bereits der Name „Wüstenei Lupitz“ gebräuchlich. Albert Schultz lieh sich bei Bekannten und Verwandten Geld, um das Gut zu sanieren, hatte aber lange mit finanziellen Schwierigkeiten zu kämpfen. Vorhanden war eine Schafzucht, mit der aber eine Sanierung aussichtslos war. Um die Erträge der Felder zu verbessern, setzte er Kalk, Stalldung und organischen phosphorsäurehaltigen Stickstoffdünger, wie Peruguano und Knochenmehl, ein.
Später gliederte er seine Wirtschaftsführung in Abschnitte:
1. Die Lupinen-Periode (1855–1865), in der er hauptsächlich Lupinen anbaute und die Viehzucht beibehielt, was keine Erfolge brachte.
2. Die Mergel-Periode (1866–1875), in der er verstärkt mit Mergel düngte. Dies brachte kurzzeitig Erfolg, schädigte langfristig aber die Lupinen und entzog seinen Schafen das Futter. Nach dieser Periode stand er vor dem wirtschaftlichen Zusammenbruch. Die Anwendung von Kalisalz (Kainit) bewirkten schließlich eine Verbesserung.
3. L.-D.-Periode (1876–1885). Diese Liebig- oder auch Lupitz-Düngung genannte Methode brachte den ersehnten Erfolg. Neben Kainit wurde Phosphor ausgebracht, was zu erheblicher Steigerung der Erträge führte. Die L.-D.-Düngung setzte sich allgemein durch und die entscheidende Erkenntnis war, dass ohne eine entsprechende Düngung keine Nutzpflanze wirtschaftlich gedeihen kann. Durch Beobachtungen und Versuche fand Schultz heraus, dass Schmetterlingsblütler in der Lage sind, Stickstoff direkt aus der Luft aufzunehmen und vermutete, dass die Speicherung im Wurzelsystem stattfindet. Dies wurde für den Anbau als Zwischenfrucht genutzt. 1881 veröffentlichte er erstmals seine Erfahrungen mit dem Anbau von Leguminosen als Stickstoffsammler, erntete bei den folgenden Diskussionen aber viel Skepsis. Erst als der bekannte Agrikulturchemiker Hermann Hellriegel auf der 59. Versammlung der Deutschen Naturforscher und Ärzte in Berlin seine Entdeckung publizierte, dass Leguminosen mit Hilfe der Knöllchenbakterien (Rhizobium) den Luftstickstoff aufnehmen und zum Aufbau ihrer Eiweiße verwenden, waren die Beobachtungen von Albert Schultz wissenschaftlich bewiesen.
4. Zwischenfrucht-Periode (ab 1886), in der Schultz durch den Anbau von Leguminosen, ergänzt durch Kali-Phosphordüngung großen wirtschaftlichen Erfolg hatte, insbesondere als er zum Zwischenfruchtanbau von Leguminosen überging und die Tiefkultur einführte. Damit war es möglich, auch anspruchsvolle Pflanzenarten anzubauen. Schultz baute so 1893 erstmals Zuckerrüben an und erzielte einen Ertrag von 405 dt/ha (Reichsdurchschnitt 1894 war nur 297 dt/ha).

Im März 1883 hatte Max Eyth erste Schritte zur Gründung der „Deutschen Landwirtschafts-Gesellschaft“ (DLG) unternommen. Albert Schultz traf mit ihm zufällig zusammen. Er erkannte, dass sich über den Weg dieser Gesellschaft seine Lehre gut verbreiten ließ und wurde Mitbegründer. Schnell wurden Eyth und Schultz Freunde und im Februar 1885 wurde Schultz von Eyth die Leitung der Düngerabteilung in der DLG übertragen. In dieser Funktion konnte er seine auf dem Gebiet der Kali-, Phosphor- und Stickstoffdüngung erarbeiteten Erkenntnisse und Erfahrungen anwenden.
1890 war er einer der Gründer der Zuckerfabrik Salzwedel.

## Leistungen und Ehrungen
Am 1. Januar 1857 gründete er den Landwirtschaftlichen Verein Klötze und Umgebung, dessen Vorsitzender er bis 1889 war, dann blieb er dessen Ehrenpräsident bis zu seinem Tode.
1881 wurde Schultz-Lupitz als Vertreter des Kreises Gardelegen in das Preußische Abgeordnetenhaus gewählt, dem er von 1882 bis 1893 angehörte. Später war er auch Mitglied des Kreistages in Salzwedel. Von 1887 bis 1890 sowie von 1893 bis 1898 war Schultz Abgeordneter im Reichstag für den Wahlkreis Magdeburg 1 (Salzwedel, Gardelegen).
Wie seinem Kollegen Theodor Hermann Rimpau im benachbarten Kunrau wurde Schultz-Lupitz 1890 die Goldenen Liebig-Medaille verliehen, die die höchste an Agrarwissenschaftler verliehene Auszeichnung im Deutschen Kaiserreich war.
1893 wurde er Ehrendoktor der Universität Jena und 1897 wurde er zum Ehrenbürger der Stadt Klötze ernannt.
Aufgrund der Aktivitäten von Schultz-Lupitz wurde nach zehnjährigem Genehmigungsverfahren durch das Land Preußen 1903 die „Altmärkische Lehranstalt für Landwirtschaft, Obst- und Gartenbau zu Cloetze“ gegründet. Zum 50-jährigen Bestehen der Schule wurde sie in „Fachschule für Landwirtschaft Dr. Schultz-Lupitz“ umbenannt.

## Werke
- Die Kalidüngung auf leichtem Boden, 1881, Landwirtschaftliche Jahrbücher, Heft 5/6
- Zwischenfruchtanbau auf leichtem Boden, Berlin 1895, Arbeiten der Deutschen Landwirtschaftsgesellschaft, Heft 7; 4. Auflage 1927